# Raffaella Vincenti
Raffaella Vincenti es una bibliotecaria italiana. El papa Francisco la nombró directora de la Biblioteca Apostólica Vaticana en junio de 2020, lo que la convierte en la primera mujer en ocupar el mayor cargo de esta biblioteca desde el siglo XV. Anteriormente se desempeñaba como secretaria de la misma institución. Ejerció diversos puestos en su carrera profesional en esta biblioteca.

## Trayectoria profesional
Es experta en Biblioteconomía (Bibliotecología) y obtuvo en 2004 un título postdoctoral en informática para archivos y bibliotecas en la Escuela Especial para Archivistas y Bibliotecarios de la Universidad de Roma «La Sapienza» con la tesis «Il Web di biblioteca da sito di consultazione a portale di servizi : una proposta per la rete URBS» (La web de la biblioteca, de sitio de consulta a portal de servicios: una propuesta para la red URBS).
La doctora Vicentini forma parte del personal docente de la Escuela Vaticana de Biblioteconomía dependiente de la Biblioteca Vaticana, la biblioteca de la Santa Sede, ubicada en Ciudad del Vaticano. Está a cargo de la asignatura Bibliografía y referencia.
Participó en diferentes congresos y conferencias representando a la BAV, o realizó la divulgación de su extensa historia y de las colecciones.
El papa la nombra directora de la Biblioteca Apostólica Vaticana el 12 de junio de 2020 de acuerdo al Boletín diario del Vaticano. Es la primera vez que una mujer está a cargo de la Biblioteca desde su creación en 1448.
Esta designación había sido insinuada por el papa en la misa del 1 de enero de 2020 ya que expresó "que 2020 podría haber sido un año importante desde el punto de vista de la apertura de la Iglesia al universo femenino en las responsabilidades: las mujeres "deben estar completamente asociadas con los procesos de toma de decisiones", y agregó "cuando las mujeres pueden transmitir sus dones, el mundo se encuentra más unido y más pacífico".

## Obras publicadas
- La Sezione accessioni / Raffaella Vincenti, in Piazzoni, Ambrogio M., and Barbara Jatta. Conoscere la Biblioteca vaticana. Città del Vaticano: Biblioteca apostólica Vaticana, 2010.[17]
- Gianna Del Bono e Raffaella Vincenti, «Il servizio di consultazione e reference», in Biblioteche e biblioteconomia. Principi e questioni, a cura di Paul G. Weston e Giovanni Solimine. Roma: Carocci, 2015, 467–97.[18]